# Flandern
Flandern (niederländisch Vlaanderenⓘ, französisch la Flandre bzw. les Flandres) oder die Flämische Region (niederländisch Vlaams Gewest, französisch Région flamande) ist eine der drei Regionen des Königreichs Belgien und somit ein Gliedstaat des belgischen Bundesstaates. Sie liegt im nördlichen Teil dieses Königreichs und beheimatet die meisten als Flamen (niederländisch Vlamingen) bezeichneten niederländischsprachigen Belgier; fast alle übrigen Flamen wohnen in der zweisprachigen Region Brüssel-Hauptstadt, die vom Gebiet Flanderns vollständig umgeben ist. Die dritte Region Belgiens ist die überwiegend französischsprachige Wallonie, südlich von Flandern.
Flandern hat eine Fläche von etwa 13.624 Quadratkilometern und zählt 6.821.770 Einwohner (Stand 1. Januar 2024). Die Institutionen der Region Flandern wurden mit denen der Flämischen Gemeinschaft zusammengelegt und haben ihren Sitz in Brüssel. In Flandern liegen, von West nach Ost, die Provinzen Westflandern, Ostflandern, Flämisch-Brabant, Antwerpen und Limburg.

## Geschichte
Die heutige belgische Region Flandern umfasst teilweise die historischen Territorien der Grafschaft Flandern, des Herzogtums Brabant, des Hochstifts Lüttich und des Herzogtums Limburg.
Zur Zeit des römischen Reiches zählte die Region zur Provinz Gallia Belgica bzw. in der Spätantike zur Belgica secunda. Ab dem ausgehenden 4. Jahrhundert gehörten die befestigten Städte und Kastelle an der Küste zum Limes der sog. Sachsenküste, dessen Besatzungen unter dem Befehl eines Dux Belgicae secundae standen. Die Grafschaft Flandern reichte im Mittelalter bis weit in das heutige Frankreich hinein (Dünkirchen, Lille). Die Region um Dünkirchen gehört zwar zum traditionellen niederländischen Sprachgebiet, jedoch wurde seit der Französischen Revolution den Bewohnern Französisch als einzige Amts- und Schulsprache verordnet, so dass die niederländische Muttersprache in einem andauernden Sprachprozess zunehmend verdrängt wurde. Andere Gebiete des heutigen Französisch-Flanderns sind hingegen seit langem von einer französischsprachigen Bevölkerung (Flandre romane, Waals-Vlaanderen) bewohnt.

Karte Flanderns von Gerhard Mercator aus dem Jahr 1540

Flandern kam im Jahre 843 durch den Vertrag von Verdun an Westfranken. Balduin I. († 879), Schwiegersohn Karls des Kahlen, gründete das flandrische Grafengeschlecht, das bis 932 das Artois eroberte und unter Balduin V. (1035–67) 1056 vom Kaiser die Belehnung mit Reichsflandern („Land der vier Ambachten“, zeeländische Inseln, Grafschaft Aalst) erzwang. Balduin VI. (1067–70) vereinigte vorübergehend den Hennegau, Robert I. (1071–93) Holland mit Flandern, dessen politischer und wirtschaftlicher Schwerpunkt fortan im Norden lag. Der Hennegau wurde mit Flandern 1191 unter Balduin VIII. wiedervereinigt, dessen französischer Schwager, Philipp II. August, Artois zurückgewann und nach der Schlacht bei Bouvines (1214) die französische Oberlehnsherrschaft wieder zur Geltung brachte. Erb- und Thronstreitigkeiten (seit 1241) lösten den Hennegau wieder von Flandern und zwangen das durch Heirat dem im Mannesstamm erloschenen alten folgende neue Grafengeschlecht Dampierre zum Anschluss an Frankreich und zu Zugeständnissen an die flandrischen Städte Brügge, Gent und Ypern. Durch deren Sieg in der Sporenschlacht bei Kortrijk (1302) und späteren Verzicht (1320) auf Wallonisch-Flandern (Lille, Douai, Béthune) wurde das Flämisch, Umgangssprache eines großen Teils der Bevölkerung, auch als Schriftsprache dominant. Durch ihre Haltung wurde 1323–28 ein sozialer Aufstand in Seeflandern hervorgerufen, durch ihre Eifersüchteleien im 14. Jahrhundert das Unternehmen der Artevelde gegen die Grafen Ludwig I. und Ludwig II. vereitelt und 1385 die Vereinigung von Flandern mit Burgund erleichtert.

Karte der Grafschaft Flandern aus dem Jahre 1584

Nach dem Tod des letzten burgundischen Herrschers Karls des Kühnen in der Schlacht bei Nancy 1477 wurden seine Besitzungen zwischen dem habsburgischen Erzherzog Maximilian von Österreich, dem späteren Kaiser Maximilian I., und König Ludwig XI. von Frankreich aufgeteilt. Flandern kam dabei unter die Herrschaft der Habsburger und war Teil des Heiligen Römischen Reiches. Nach dem Tod Karls V. wurden die gesamten ehemaligen burgundischen Besitzungen einschließlich Flanderns den spanischen Habsburgern zugesprochen. Diese versuchten mit Gewalt, den sich ausbreitenden Protestantismus zu unterdrücken. Deswegen und auch wegen der Einschränkung der alten Freiheiten kam es zum Aufstand der niederländischen Provinzen gegen Spanien. Die Provinzen der Utrechter Union sagten sich 1579 von Spanien los und konnten ihre Unabhängigkeit im sogenannten Achtzigjährigen Krieg erkämpfen. Im Westfälischen Frieden wurde 1648 die Unabhängigkeit der (nördlichen) Niederlande international bestätigt, während Flandern mit den südlichen Provinzen unter spanischer Herrschaft blieb. In den Kriegen mit Ludwig XIV. von Frankreich musste Spanien südliche Teile seiner Besitzungen an Frankreich abtreten (u. a. das Artois) und es bildete sich in etwa der heutige Grenzverlauf zwischen Belgien und Frankreich heraus. Nach dem Aussterben der spanischen Habsburger und dem Spanischen Erbfolgekrieg kam Flandern mit den anderen ehemals spanischen Provinzen im Frieden von Utrecht 1713 unter österreichisch-habsburgische Herrschaft und verblieb dort, bis es im Rahmen der Französischen Revolutionskriege 1794 von Frankreich erobert wurde. Auf dem Wiener Kongress wurde 1815 das Vereinigte Königreich der Niederlande geschaffen, das das heutige Belgien, Luxemburg und die Niederlande umfasste. In der Belgischen Revolution von 1830 spaltete sich der Südteil jedoch ab, und das Königreich Belgien wurde gegründet. Seitdem teilt Flandern die Geschichte Belgiens.
Nach dem Überfall Deutschlands auf das neutrale Belgien im Ersten Weltkrieg verlief die deutsch-französisch/britische Front vier Jahre lang quer durch Flandern. Es war Schauplatz erbitterter Schlachten (Erste, Zweite und Dritte Flandernschlacht). Der Stellungskrieg der Armeen in Belgien zerstörte viele Dörfer und Städte dieser Region. Die Namen einiger kleiner flandrischer Ortschaften rufen noch Erinnerungen an das große Sterben hervor: Ypern, Passendale, Langemark. In zahlreichen Orten erinnern Denkmäler und Soldatenfriedhöfe an die Schrecken.
Seit dem Zweiten Weltkrieg wuchs in Flandern die Wirtschaftskraft und parallel dazu das Selbstbewusstsein gegenüber dem früher dominierenden wallonischen Landesteil. Teilweise äußert sich dies in Sezessionsbestrebungen, die politisch in den Parteien N-VA und Vlaams Belang artikuliert werden. 1958 wurde in einem Bericht des Harmel-Zentrums eine Sprachgrenze vorgeschlagen. Die Entitäten „Flandern“ und „Wallonien“ wurden auf dieser Grundlage 1962/63 zum ersten Mal territorial festgelegt, indem Belgien gesetzlich (durch die „Gilson-Gesetze“) in drei einsprachige Gebiete – Flandern, Wallonien, Deutschbelgien – und ein zweisprachiges Gebiet Brüssel eingeteilt wurde.
Die Institutionen der Region Flandern wurden bereits 1980 mit denen der Flämischen Gemeinschaft zusammengelegt und haben ihren Sitz in Brüssel. Nach politischen Reformen in Belgien wurde am 22. Dezember 1981 Gaston Geens erster Ministerpräsident von Flandern und hatte dieses Amt zu seiner Ablösung durch Luc Van den Brande am 21. Februar 1992 mehr als zehn Jahre inne. Seit der Verfassungsänderung von 1993 ist Belgien auch formal bundesstaatlich organisiert.

## Bevölkerung

### Sprachen
Amtssprache in Flandern und allgemein gebräuchliche Schriftsprache ist die niederländische Standardsprache. Als belgisches Niederländisch unterscheidet sie sich leicht vom Sprachgebrauch in den Niederlanden. Gesprochen werden in Flandern zum großen Teil Dialekte, die sich in Ostflämisch, Westflämisch, Brabantisch und Limburgisch unterteilen lassen.
In den flämischen Gemeinden in der Umgebung von Brüssel, aber auch sonst entlang der Sprachgrenze zwischen niederländischsprachigem Flandern und französischsprachiger Wallonie leben viele Belgier mit Französisch als Muttersprache. In einem Teil dieser Gemeinden haben die Französischsprachigen gesetzlich Anspruch auf die Verwendung ihrer Sprache im Umgang mit den Behörden bzw. in der Schule. (In einigen Gemeinden der Wallonie gibt es diesen Anspruch auch für die Niederländischsprachigen.) Die Einrichtungen für die Anderssprachigen werden Fazilitäten genannt und eine entsprechende Gemeinde Fazilitäten-Gemeinde.

### Städte
Wichtige flämische Städte sind Antwerpen (544.759 Einwohner), Gent (269.597), Brügge (119.869), Löwen (104.009), Aalst (90.995), Mecheln (89.313), Hasselt (80.828), Kortrijk (80.032) und Ostende (72.586).

### Religion
Während Flandern von 1482 bis zum Ersten Koalitionskrieg 1794 praktisch unter dauerhafter habsburgischer und damit katholischer Vorherrschaft stand, sagten sich die nördlicher gelegenen und sich überwiegend zum Protestantismus bekennenden niederländischen Provinzen von Habsburg los und gründeten 1581 die Republik der Sieben Vereinigten Niederlande, einen Vorläufer des heutigen niederländischen Staates. Die Reformation fand auch in Flandern zunächst Anhänger, konnte hier aber von den Habsburgern unterdrückt werden. So war Flandern in der Reformationszeit eines der Zentren der radikal-reformatorischen Täuferbewegung. Unterdrückung und Verfolgung ließen die Gemeinden jedoch aussterben, viele Täufer wanderten in andere niederdeutsche Regionen aus (vgl. niederdeutsche Täufer). Entsprechend gab es in den Niederlanden, Deutschland und unter den Russlandmennoniten lange Zeit noch flämische Mennonitengemeinden. Bis heute sind die Flamen überwiegend katholisch. Im 19. und 20. Jahrhundert war Flandern für die ausgeprägte katholische Frömmigkeit bekannt. Die Region brachte zahlreiche Priester und Ordensangehörige hervor, die oft auch in der Mission in Übersee tätig waren. Auch war Flandern ein Zentrum des Politischen Katholizismus bzw. nach 1945 der Christdemokratie. Seit den 1960er Jahren setzte auch hier wie in anderen Gebieten Westeuropas eine stärkere Säkularisierung ein.

## Politik

### Ministerpräsidenten Flanderns
Nach der Parlamentswahl vom 8. November 1981 wurde die erste Regierung Flanderns (Vlaamse executieve) gebildet.
| Name                           | Beginn der Amtszeit | Ende der Amtszeit  | Partei |
| ------------------------------ | ------------------- | ------------------ | ------ |
| Gaston Geens                   | 22. Dezember 1981   | 21. Januar 1992    | CVP    |
| Luc Van den Brande             | 21. Februar 1992    | 13. Juli 1999      | CVP    |
| Patrick Dewael                 | 13. Juli 1999       | 5. Juni 2003       | VLD    |
| Renaat Landuyt (kommissarisch) | 5. Juni 2003        | 11. Juni 2003      | SP.A   |
| Bart Somers                    | 11. Juni 2003       | 20. Juli 2004      | VLD    |
| Yves Leterme                   | 20. Juli 2004       | 28. Juni 2007      | CD&V   |
| Kris Peeters                   | 28. Juni 2007       | 25. Juli 2014      | CD&V   |
| Geert Bourgeois                | 25. Juli 2014       | 2. Juli 2019       | N-VA   |
| Liesbeth Homans                | 2. Juli 2019        | 2. Oktober 2019    | N-VA   |
| Jan Jambon                     | 2. Oktober 2019     | 30. September 2024 | N-VA   |
| Matthias Diependaele           | 30. September 2024  | amtierend          | N-VA   |

### Zusammensetzung des Flämischen Parlaments (2024–2029)
Nach der Wahl wurde am 30. September 2024 die Koalitionsregierung Diependaele vereidigt.
| Partei                                                      | Partei                                          | Sitze    | Sitze   | Sitze  |
| Partei                                                      | Partei                                          | Flandern | Brüssel | Gesamt |
| ----------------------------------------------------------- | ----------------------------------------------- | -------- | ------- | ------ |
| •                                                           | Nieuw-Vlaamse Alliantie (N-VA)                  | 30       | 1       | 31     |
|                                                             | Vlaams Belang                                   | 30       | 1       | 31     |
| •                                                           | Vooruit                                         | 17       | 1       | 18     |
| •                                                           | Christen-Democratisch en Vlaams (CD&V)          | 16       | 0       | 16     |
|                                                             | Open Vlaamse Liberalen en Democraten (Open VLD) | 9        | 0       | 9      |
|                                                             | Partij van de Arbeid (PVDA)                     | 9        | 0       | 9      |
|                                                             | Groen                                           | 7        | 2       | 9      |
|                                                             | Team Fouad Ahidar                               | 0        | 1       | 1      |
| Gesamt                                                      | Gesamt                                          | 118      | 6       | 124    |
| Regierungsparteien sind mit einem Punkt gekennzeichnet. (•) |                                                 |          |         |        |

### Politische Gliederung
Die Flämische Region ist in fünf Provinzen gegliedert:
| Flagge                   | Provinz          | Hauptstadt | Bezirke | Gemeinden | Einwohner 1. Januar 2024 | Fläche km² | Dichte Einw./km² | NIS- Code |
| ------------------------ | ---------------- | ---------- | ------- | --------- | ------------------------ | ---------- | ---------------- | --------- |
| Provinz Antwerpen        | Antwerpen        | Antwerpen  | 3       | 67        | 1.926.522                | 2.849,59   | 676              | 10000     |
| Provinz Flämisch-Brabant | Flämisch-Brabant | Löwen      | 2       | 63        | 1.196.773                | 2.106,13   | 568              | 20001     |
| Provinz Limburg          | Limburg          | Hasselt    | 3       | 38        | 900.098                  | 2.422,15   | 372              | 70000     |
| Provinz Ostflandern      | Ostflandern      | Gent       | 6       | 56        | 1.572.002                | 3.000,06   | 524              | 40000     |
| Provinz Westflandern     | Westflandern     | Brügge     | 3       | 62        | 1.226.375                | 3.144,32   | 390              | 30000     |
| Flandern                 | Region Flandern  | Brüssel    | 17      | 286       | 6.821.770                | 13.522,25  | 504              | 2000      |

### Einbettung in das politische System Belgiens
Flandern erfüllt im föderalen politischen System Belgiens die Rolle einer Region. Die anderen Regionen Belgiens sind:
- die Wallonische Region, die das französische und das deutsche Sprachgebiet umfasst, und
- die Region Brüssel-Hauptstadt, die aus dem zweisprachigen Gebiet Brüssel-Hauptstadt besteht.

Flandern ist gleichzeitig auch eine Gemeinschaft. Die Organe der Region (flämisches Parlament und Regierung) sind auch gleichzeitig die Organe der flämischen Gemeinschaft, die neben dem Gebiet Flandern auch im zweisprachigen Brüssel Leistungen für die niederländischsprachige Bevölkerung erbringt. Die anderen Gemeinschaften Belgiens sind: 
- die Französische Gemeinschaft Belgiens, die das französische Sprachgebiet in der Wallonie und die Frankophonen in Brüssel umfasst, und
- die Deutschsprachige Gemeinschaft, die in den deutschsprachigen Gebieten Ostbelgiens besteht.

## Wirtschaft
Flandern erlebte ab dem 9. Jahrhundert bis zum 12. Jahrhundert einen wirtschaftlichen Aufschwung. Wegen der Bedrohung durch die Wikinger verlagerten sich die Aktivitäten von der Küste ins Landesinnere, Gent, Tournai und Valenciennes wurden Handelsniederlassungen. Im Folgenden wuchsen die Städte stark an. Grundlage war neben dem Handel die Schafzucht und Wollverarbeitung. Auf den Kreideböden und salzigen Groden wurde Schafzucht in riesigem Ausmaß betrieben. Ypern scheint die erste flämische Stadt gewesen zu sein, die Textilen für den Fernhandel produzierte. Der damit einhergehende Bevölkerungszuwachs führte später dazu, dass Flamen zu den britischen Inseln und in Gebiete an und östlich der Elbe, wie Altmark und Brandenburg auswanderten. Im 14. Jahrhundert ging die Wirtschaft durch die Pest und Kriege zurück.
Im 19. Jahrhundert erfasste die industrielle Revolution, begünstigt durch erhebliche Kohlevorkommen, vor allem die südliche Nachbarregion Wallonie, während sich in Flandern nur Gent zu einem Industriezentrum entwickeln konnte. Anders als im von Kohle- und Stahlindustrie geprägten Süden Belgiens konzentrierten sich in Gent jedoch in erster Linie textilverarbeitende Unternehmen, das damit an eine bis ins Mittelalter zurückreichende Tradition als Textilhandelsmetropole anknüpfen konnte. Insgesamt profitierte Flandern traditionell stark von Handel und Seefahrt, jedoch sehr viel weniger von der beginnenden Industrialisierung als die Wallonie und wurde wirtschaftlich zunehmend abgehängt.
Mit dem Niedergang der wallonischen Schwerindustrie in der zweiten Hälfte des 20. Jahrhunderts setzte dort ein bis heute andauernder Strukturwandel ein, während sich nun Flandern zum wirtschaftlich führenden Teil Belgiens entwickelte. Flandern profitiert insbesondere von der wirtschaftlichen Bedeutung Antwerpens, die wiederum vor allem auf den Antwerpener Hafen zurückgeht sowie auf Antwerpens Rang als weltweit führendes Zentrum für Handel und Verarbeitung von Diamanten.
Im Vergleich zum Bruttoinlandsprodukt der Europäischen Union, ausgedrückt in Kaufkraftstandards, erreicht Flandern im Jahr 2017 120 Prozent des Durchschnitts der EU-27 (Belgien 116 Prozent; Wallonien 84 Prozent).

## Kultur
- Flämische Küche
- Liste flämischer Schriftsteller